# ITunes Live from London (Little Boots EP)
Az iTunes Live from London egy középlemez Little Boots brit énekesnőtől. 2009. június 1-jén jelent iTunes-on a Sixsevenine gondozásában. Londonban vették fel a dalokat 2009. május 26-án.

## Az album dalai
1. New in Town – 3:29
2. Stuck on Repeat – 5:50
3. Meddle – 3:52
4. Earthquake – 4:17

## Fordítás
Ez a szócikk részben vagy egészben  az   iTunes Live from London (Little Boots EP) című angol Wikipédia-szócikk fordításán alapul.  Az eredeti cikk szerkesztőit annak laptörténete sorolja fel. Ez a jelzés csupán a megfogalmazás eredetét és a szerzői jogokat jelzi, nem szolgál a cikkben szereplő információk forrásmegjelöléseként.